# Bolshaya Lopatina
Bolshaya Lopatina (del ruso: Большая Лопатина) es un jútor del raión de Kushchóvskaya del krai de Krasnodar, en Rusia. Está situado 8 km al norte de Kushchóvskaya y 184 km al norte de Krasnodar, la capital del krai. Tenía 428 habitantes en 2010
Pertenece al municipio Kushchóvskoye.